# Toronto Raptors
Toronto Raptors är en kanadensisk basketorganisation, bildad 1995, vars lag är baserat i Toronto i Ontario och spelar i National Basketball Association (NBA). Toronto Raptors är det enda nuvarande NBA-laget utanför USA. Sedan 1999 spelar Raptors sina hemmamatcher i Scotiabank Arena. Raptors vann sitt första mästerskap i klubbens historia säsongen 2018/2019 där man vann över Golden State Warriors med 4–2 i matcher.

## Arenor
Från 1995 till 1999 spelade laget i Rogers Centre (tidigare Skydome). Efter lagets flytt byggdes Rogers Centre om till en arena för kanadensisk fotboll och baseboll.

## Spelartruppen 2025/2026
Senast uppdaterad: 9 augusti 2025.

Alla spelare som har kontrakt med Toronto Raptors. Spelarnas löner är i amerikanska dollar och är vad de skulle få ut om spelarna vore i NBA-truppen under hela säsongen.
| Nr                                |           | Namn                  | Pos   | Lön 25/26   |        | Kontrakt | Kom till laget | Kom ifrån                |
| --------------------------------- | --------- | --------------------- | ----- | ----------- | ------ | -------- | -------------- | ------------------------ |
| 0                                 | Kanada    | A.J. Lawson           | SG    | $2 270 735  | [ 3 ]  | 2026     | 2025           | Raptors 905              |
| 1                                 | USA       | Gradey Dick           | SG/SF | $4 990 560  | [ 4 ]  | 2027     | 2023           | Kansas Jayhawks          |
| 2                                 | USA       | Jonathan Mogbo        | PF    | $1 955 377  | [ 5 ]  | 2027     | 2024           | San Francisco Dons       |
| 3                                 | USA       | Brandon Ingram        | PF/SF | $38 095 238 | [ 6 ]  | 2028     | 2025           | New Orleans Pelicans     |
| 4                                 | USA       | Scottie Barnes        | SG/PF | $38 775 000 | [ 7 ]  | 2030     | 2021           | Florida State Seminoles  |
| 5                                 | USA       | Immanuel Quickley     | PG    | $32 500 000 | [ 8 ]  | 2029     | 2023           | New York Knicks          |
| 9                                 | Kanada    | R.J. Barrett          | SG    | $27 705 357 | [ 9 ]  | 2027     | 2023           | New York Knicks          |
| 12                                | USA       | Collin Murray-Boyles  | PF    | $6 332 568  | [ 10 ] | 2029     | 2025           | South Carolina Gamecocks |
| 14                                | USA       | Ja'Kobe Walter        | SG    | $3 538 160  | [ 11 ] | 2028     | 2024           | Baylor Bears             |
| 17                                | USA       | Garrett Temple        | SG/SF | $3 634 148  | [ 12 ] | 2026     | 2023           | New Orleans Pelicans     |
| 19                                | Österrike | Jakob Pöltl           | C     | $19 500 000 | [ 13 ] | 2030     | 2023           | San Antonio Spurs        |
| 23                                | USA       | Jamal Shead           | PG    | $1 955 377  | [ 14 ] | 2027     | 2024           | Houston Cougars          |
| 30                                | USA       | Ochai Agbaji          | SG    | $6 383 525  | [ 15 ] | 2026     | 2024           | Utah Jazz                |
| 45                                | USA       | David Roddy           | SF    | $2 378 870  | [ 16 ] | 2026     | 2025           | Houston Rockets          |
| 54                                | Georgien  | Sandro Mamukelashvili | C/PF  | $2 461 460  | [ 17 ] | 2027     | 2025           | San Antonio Spurs        |
| 77                                | USA       | Jamison Battle        | SF    | $1 955 377  | [ 18 ] | 2027     | 2024           | Ohio State Buckeyes      |
| --                                | USA       | Tyson Degenhart       | PF/SF | $1 272 868  | [ 19 ] | 2026     | 2025           | Boise State Broncos      |
| --                                | Nigeria   | Cliff Omoruyi         | PF/C  | $1 272 868  | [ 20 ] | 2026     | 2025           | Alabama Crimson Tide     |
| --                                | Frankrike | Olivier Sarr          | C     | $2 378 870  | [ 21 ] | 2026     | 2025           | Oklahoma City Thunder    |
| Tvåvägskontrakt                   |           |                       |       |             |        |          |                |                          |
| Nr                                |           | Namn                  | Pos   | Lön 25/26   |        | Kontrakt | Kom till laget | Kom ifrån                |
| 22                                | Kamerun   | Ulrich Chomche        | C     | $623 629    | [ 22 ] | 2026     | 2024           | REG BBC                  |
| 55                                | USA       | Alijah Martin         | PG    | $636 434    | [ 23 ] | 2026     | 2025           | Florida Gators           |
| --                                | USA       | Chucky Hepburn        | PG    | $636 434    | [ 24 ] | 2026     | 2025           | Louisville Cardinals     |
| Positioner: PG – SG – SF – PF – C |           |                       |       |             |        |          |                |                          |

### Spelargalleri

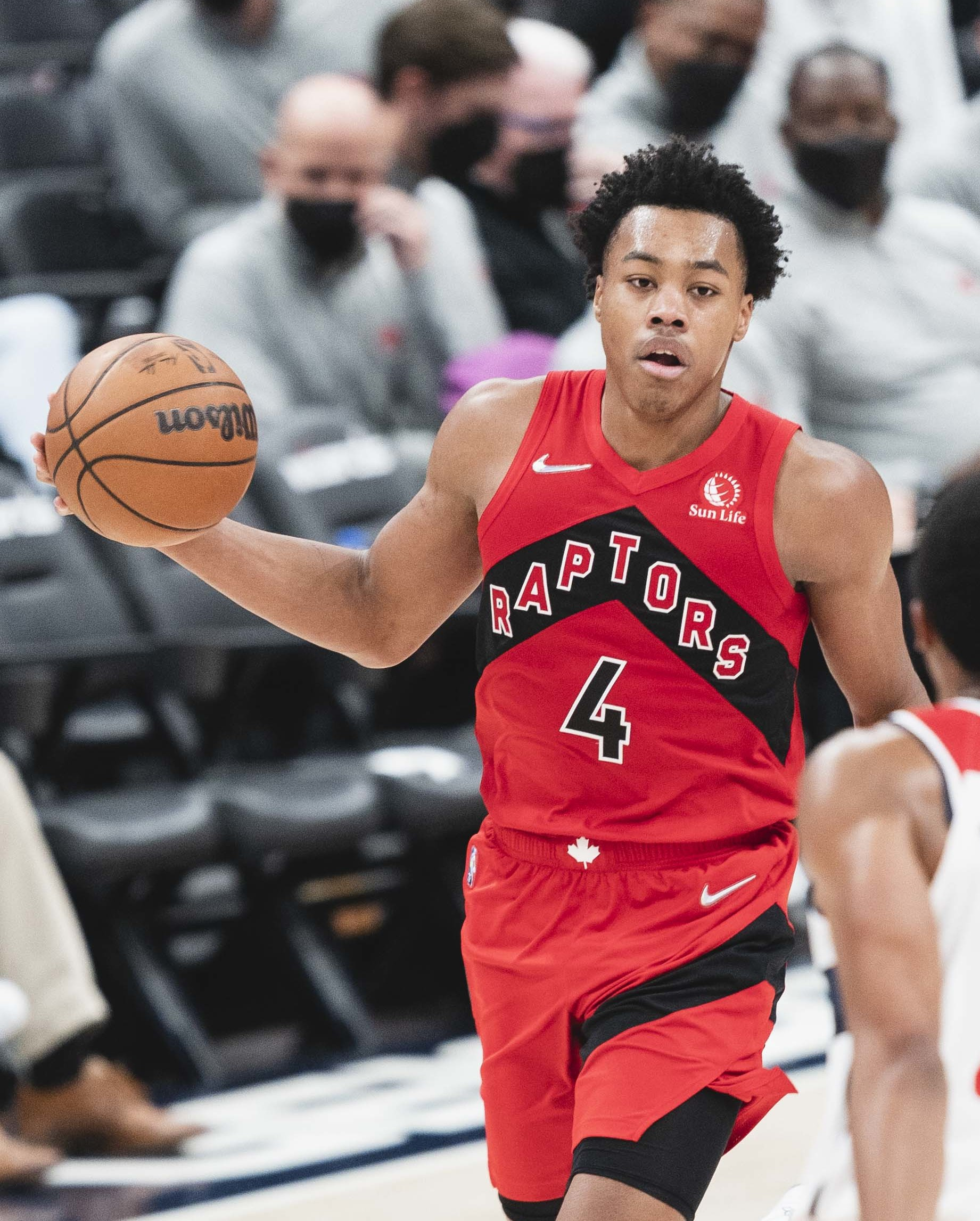
Scottie Barnes
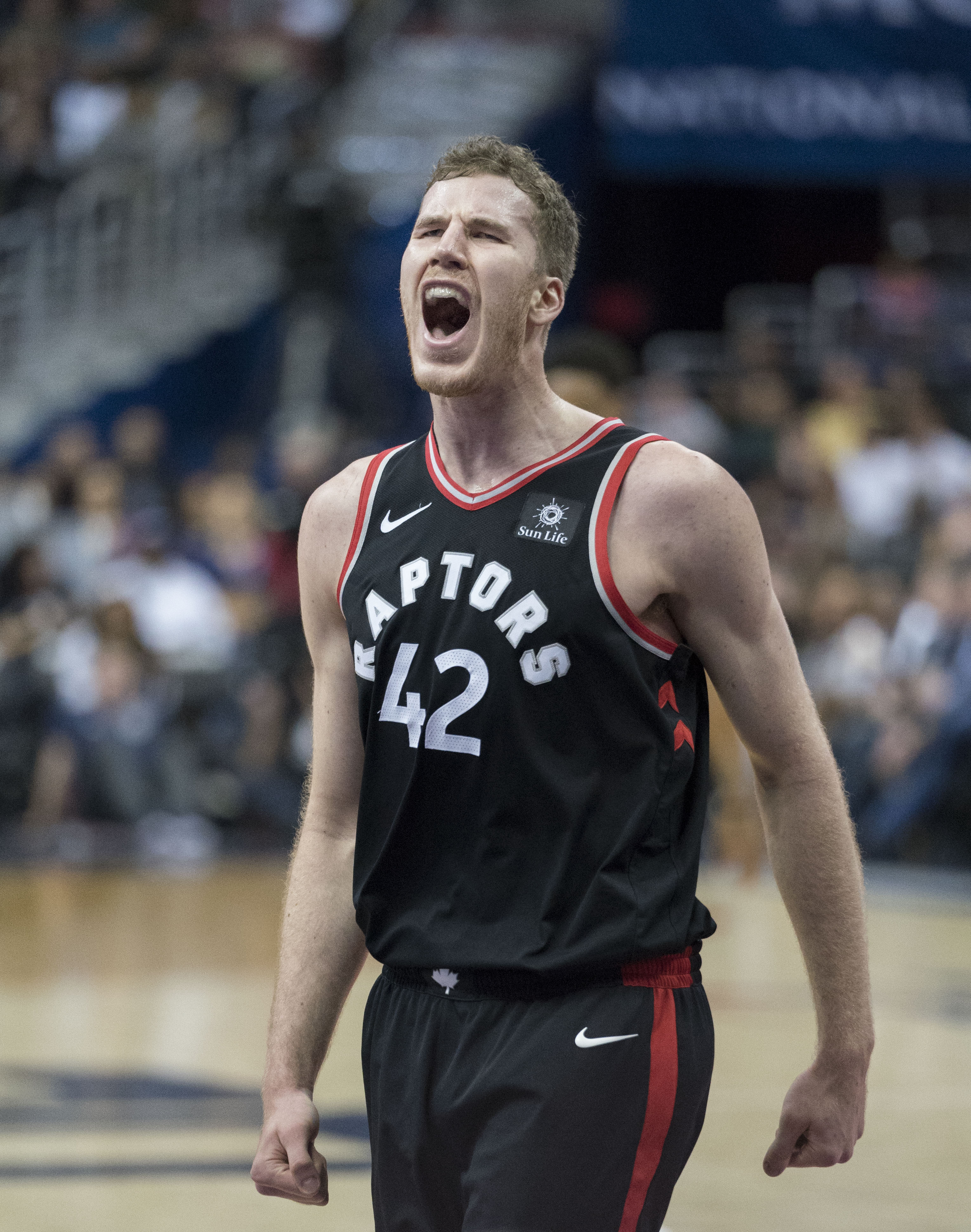
Jakob Pöltl

## Coacher
- Brendan Malone (1995–1996)
- Darrell Walker (1996–februari 1998)
- Butch Carter (februari 1998–2000)
- Lenny Wilkens (2000–2003)
- Kevin O'Neill (2003–2004)
- Sam Mitchell (2004–2008)
- Jay Triano (2009–2011)
- Dwane Casey (2011–2018)
- Nick Nurse (2018–)

## Pensionerade nummer
- 15 - Vince Carter[25]